# Київська вулиця (Труханів острів)
Ки́ївська ву́лиця — зникла вулиця міста Києва, що існувала в робітничому селищі на Трухановому острові. Пролягала від Набережної вулиці до Матвіївської затоки.
Прилучалися Конотопська, Харківська, Чигиринська, Полтавська вулиці, Запорізька площа.

## Історія
Виникла під такою ж назвою 1907 року під час розпланування селища на Трухановому острові. Восени 1943 року при відступі з Києва німецькі окупанти спалили селище на острові, тоді ж припинила існування вся вулична мережа включно із Київською вулицею. Приблизно на її місці нині проходить початкова частина Труханівської вулиці.